# 杜輅
杜輅（1538年—？），字從殷，號質菴，山東兗州府泗水縣人，匠籍，明朝政治人物。

## 生平
嘉靖四十年（1561年）辛酉科山東鄉試第八名舉人。嘉靖四十一年（1562年）聯捷壬戌科會試第四十名，三甲第二名進士。授中书舍人，四十四年升刑部员外郎，隆慶四年（1570年）升刑部郎中，万历二年（1574年）正月升河南按察司信陽兵备副使，駐守汝南。五年八月以汝宁府失囚，降一级。

## 家族
曾祖杜盛，壽官；祖父杜錫，县丞；父杜學詩，府通判、贈刑部员外郎。母呂氏，封孺人。兄杜時（舉人）、杜道（监生）、弟杜冕（廪膳生员）、杜德（生员）。